# 東京都立羽田工業高等学校
東京都立羽田工業高等学校（とうきょうとりつ はねだこうぎょうこうとうがっこう）は、かつて東京都大田区羽田にあった都立工業高等学校。

## 概要
- 工業化学科・金属材料科（材料技術科の前身）・機械科の3科で構成され、金属材料科は全国でも珍しい専攻科を有していた（途中で廃止）。
  - 後にこの3科はそれぞれの独立した課程から「総合技術科」として統合され、その中の選択コース（2年次から）として継続する形となった。
- 学校側が定める正式な校内での略称は「羽工（はねこう）」であった[1]が、本校の生徒および他校の中高生など、学生の間では「羽業（はねぎょう）」と呼ばれていた。これは隣接していた東京都立羽田高等学校（普通科）の略称が「羽高（はねこう）」であったため、略称を区別する目的で、いつしか学生の間で称されるようになったものである[2]。同様の事例は大森高等学校（森高 ＝ もりこう）・大森工業高等学校（森業 ＝ もりぎょう）でもみられる[3]。

## 沿革
- 1941年 - 既に開戦が避けられない情勢になっていたため、軍部の要請で来たる大戦に備えるべく、武器・弾薬などの製造技術者を養成する目的で東京府立第二化学工業学校として創設。
- その後、戦火を避けるために三鷹市・京橋区銀座と校地を移転する。
- 1943年7月1日 - 東京府と東京市が合併によって廃止され、東京都が発足。これに伴い、東京都に移管され、校名が東京都立第二化学工業学校に改称。
- 三鷹市への移転に伴い、校名を東京都立三鷹化学工業学校に改称。
- 京橋区銀座への移転に伴い、校名を東京都立京橋化学工業学校に改称。
- 学制改革で新制高等学校となり、校名を東京都立京橋化学工業高等学校に改称。
- 1959年 - 大田区本羽田の地に落ち着き[4]、校名を東京都立羽田工業高等学校に改称。
- 1996年度入学生の卒業（1999年3月）を以って廃校とする計画が上がり、一旦は決定するが、諸事情により2年延長され、2001年3月を以って隣接する東京都立羽田高等学校との統廃合とする形が決まる。
- 2001年3月 - 最後の全日制課程卒業生を送り出し、廃校。
  - 定時制は東京都立羽田高等学校定時制課程と共に大田区六郷にあった第一屋製パン本社工場跡地に新設された東京都立六郷工科高等学校の内部に移転[5]。
- 2002年 - 全日制課程は隣接の東京都立羽田高等学校全日制と合併し、東京都立つばさ総合高等学校として開校。
- 2007年3月 - 東京都立六郷工科高等学校内に移転していた定時制が最後の卒業生を送り出し、廃校。これを以って東京都立羽田工業高等学校は完全に廃校となり、65年の歴史に幕を閉じた。

## 著名な出身者
京橋化学工業学校
小幡欣治 - 劇作家
京橋化学工業高等学校
高桑眞生 - 実業家 （トーホーポリマー創業者）
羽田工業高等学校
松村文雄 - 写真家 （主に特撮映画の撮影技術者などとして活動）

## エピソード
- 工業高校であるが、元々は軍事目的で開校した学校であるため、材料技術科や機械科といった従来の工業科課程ではなく、化学科（後の工業化学科で、晩年の工業化学コース）が主体の学校であり、クラス割のナンバリングでは1組は化学科の指定席だった（材料技術科は2組、機械科は3組に割り当てられることが多かったが、年度によって入れ替わることも多かった）。
- 元々が軍事目的による学校であるため、戦中の実習授業では化学科で細菌兵器・新型爆弾などの弾薬に関する研究教育を担当していた。
- 機械科で軍銃・実弾といった武器の製造教育を担当したとされる。ただし、一橋高校は戦後（1950年）に開校した学校であるため、正確ではない。一橋高校の前身校の1つである神田高校の前身校が東京市立蒲田工業学校であることから、これが戦前・戦中の沿革において混同されたものと思われる。
  - 本来は武器・弾薬の製造技術者を養成する目的で開校されたが、戦況が悪化して敗戦色が濃くなると切羽詰まった状況になったため、戦中後期には生徒によって実戦用の武器・弾薬の製造が実際に授業で行なわれたとされる。
- 化学科では核兵器の製造に着目しており、ウランやプルトニウムなどを保有していた。
  - 名残として、戦後も暫くの間は同じような教育が継続され、化学物質に関しても、ウランやプルトニウムは早期に廃棄されたが、砒素やシアン化カリウムなどの一部の化学物質は昭和末期から平成初期のころまで保有された。